# Uche Agbo
Pour les articles homonymes, voir Agbo.
Uche Agbo, né le 4 décembre 1995 à Kano au Nigeria, est un footballeur nigérian évoluant au FK Aktobe au poste de milieu défensif.

## Biographie

### En club
Il joue 38 matchs en première division espagnole avec l'équipe du Grenade CF. 

### En équipe nationale
Avec l'équipe du Nigeria des moins de 20 ans, il participe à la Coupe d'Afrique des nations junior 2013. Il joue quatre matchs lors de ce tournoi. Le Nigeria se classe troisième de l'épreuve.
Il dispute dans la foulée la Coupe du monde des moins de 20 ans organisée en Turquie. Lors du mondial junior, il joue un match contre le Portugal. Le Nigeria est éliminé en huitièmes de finale par l'Uruguay.